# Puget-Sound-Verwerfungen
Die Puget-Sound-Verwerfungen unter der dicht besiedelten Puget-Sound-Region (auch Puget Lowland genannt) im US-Bundesstaat Washington bilden einen Komplex zusammenhängender seismisch aktiver geologischer Verwerfungen, die Erdbeben auslösen können. Dazu gehören (auf der nebenstehenden Karte von Nord nach Süd aufgeführt; das in den Abkürzungen verwendete „F“ stammt aus dem Englischen „fault“ = „Verwerfung“):
- Devils-Mountain-Verwerfung (DMF)
- Strawberry-Point-Verwerfung und Utsalady-Point-Verwerfungen (SPF und UPF)
- Southern-Whidbey-Island-Verwerfung (SWIF)
- Rogers Belt (Mount-Vernon-Verwerfung/Granite-Falls-Verwerfungszone) (RB)
- Cherry-Creek-Verwerfungszone (CCFZ)
- Rattlesnake-Mountain-Verwerfungszone (RMFZ)
- Seattle-Verwerfung (SF)
- Tacoma-Verwerfung (TF)
- Saddle-Mountain-Verwerfungen (SMF)
- Olympia-Struktur (OS; möglicherweise eine Verwerfung)
- Doty-Verwerfung (DF)
- Saint-Helens-Zone und Western-Rainier-Zone (SHZ und WRZ)

### Quellen von und Gefahr durch Erdbeben

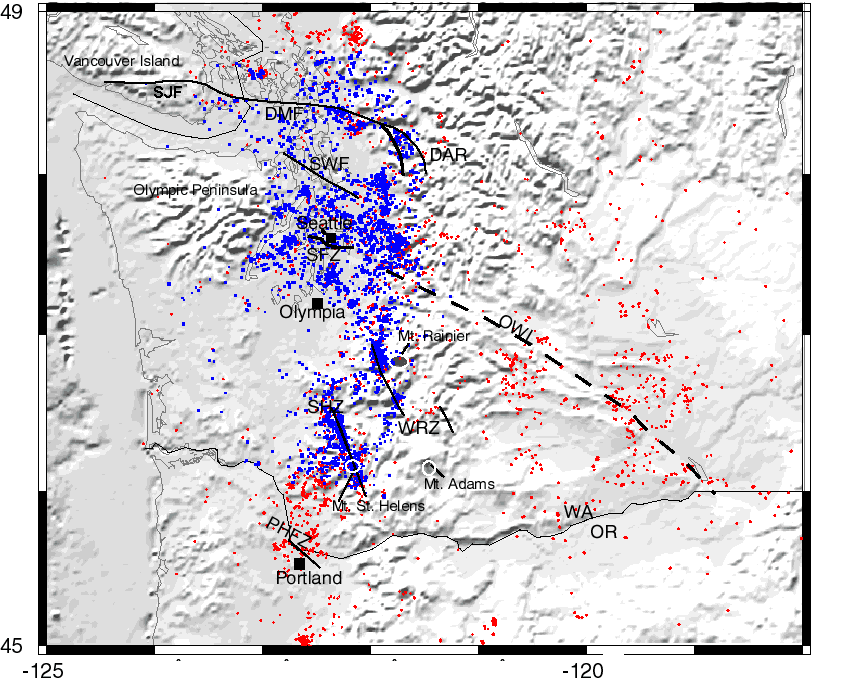
Konzentration seismischer Aktivität in der mittleren Erdkruste (10 … 20 km tief) im Puget Lowland. (Abb. 48 aus USGS OFR 99-311)

### Geologischer Aufbau

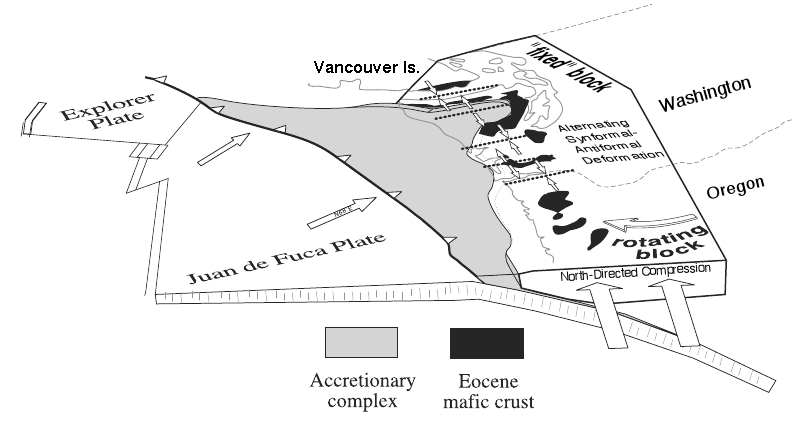
Vereinfachte Sicht auf die Washington betreffenden tektonischen Kräfte. Der „Hang-Komplex“ aus Sedimenten und Basalten, die in dem Trog akkumuliert wurden, wo die Juan-de-Fuca-Platte abtaucht, ist in grau dargestellt. Der über Vancouver Island hinausreichende Ausläufer befindet sich dort, wo sich die Subduktionszone nach Süden wendet und dort eine Falte (heute die Olympic Mountains) in der abtauchenden Platte aufwarf. Eine Reihe von Terranen, die in dem Trog oberhalb der Subduktionszone nordwärts strömten, sind zwischen dieser Falte und dem Grundgestein („fixed block“) der North Cascades gefangen; letztere bestehen aus anderen Terranen, welche mit dem nordamerikanischen Kraton verschmolzen sind. Im Ergebnis wird Washington durch eine Reihe von Falten (gepunktete Linien zeigen Synklinalen und Antiklinalen) und Verwerfungen zerquetscht, und Oregon rotiert in der Art eines zusammenklappenden Anhängers. Die Faltung hat den Basalt der Crescent-Formation („mafische Kruste“, schwarz) zutage treten lassen. (USGS)

### Ein Muster von Hebungen und Becken

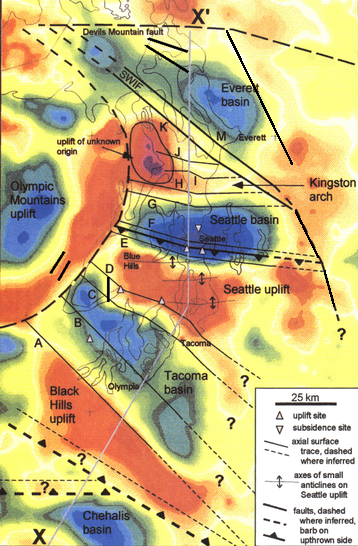
Karte der Schwereanomalie in der Puget-Sound-Region mit den Becken und Hebungen, den wichtigsten Verwerfungen und Faltungen. Eingezeichnet sind die Grenzen von Puget Sound, Hood Canal und dem Ostende der Juan-de-Fuca-Straße. Blau und grün kennzeichnen generell Becken (mit Sedimentgesteinen geringerer Dichte), rot ist im Allgemeinen der emporgehobene Basalt der Crescent-Formation. Unbezeichnete Linien nordwestlich des Everet Basin = Strawberry-Point- & Utsalady-Point-Verwerfungen; E-F = Seattle-Verwerfungszone; C-D = Tacoma-Verwerfungszone; A = Olympia-Verwerfung; die Doty-Verwerfung ist durch die von Ost nach West verlaufende gestrichelte Linie gerade nördlich des Chehalis Basin markiert; die gebogene gestrichelte Linie = Hood-Canal-Verwerfung; das Dewatto-Lineament (die Westflanke der Seattle-Hebung) verläuft südwärts von „D“ aus, die Saddle-Mountain-Verwerfungen befinden sich westlich davon. (Nach Pratt et al. (1997))

## Devils-Mountain-Verwerfung

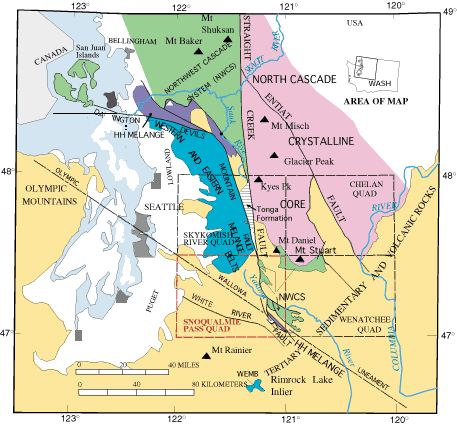
Das Puget Lowland und weitere Gebiete, die vom „North Cascade Crystalline Core“ durch die Straight-Creek-Verwerfung getrennt sind. Das grün gefärbte Gebiet links wurde nach Norden verschoben, das violett gefärbte Gebiet(„HH Melange“) auf der Darrington-Devils-Mountain-Verwerfung lag ursprünglich am oder südwestlich des Olympic-Wallowa-Lineaments. (Abb. 1 aus Tabor et al. (2000), verändert)

## Southern-Whidbey-Island-Verwerfung

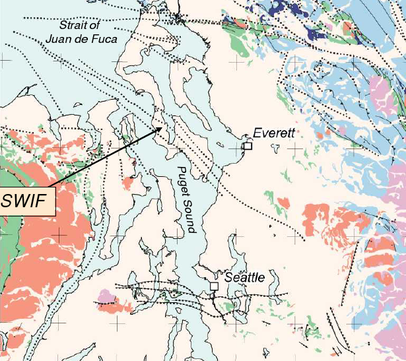
Lage und (bis 2004) bekannte Ausdehnung der Southern-Whidbey-Island-Verwerfung (SWIF). Ebenso dargestellt: die Devils-Mountain-, die Strawberry-Point- und die Utsalady-Point-Verwerfungen (quer über den Norden von Whidbey Island), die Seattle-Verwerfungszone, der südliche Teil der Rattlesnake-Mountain-Verwerfungszone, die Tokul-Creek-Verwerfung (von der RMFZ nach Nordnordost streichend). Nicht dargestellt: die Südost-Ausdehnung der SWIF und verschiedene nordwärts von der RMFZ und östlich von Everett verlaufende Verwerfungen. Die Karte hat etwa ein Viertel des Maßstabs der weiter unten dargestellten. (USGS)

## Cherry-Creek-Verwerfungszone

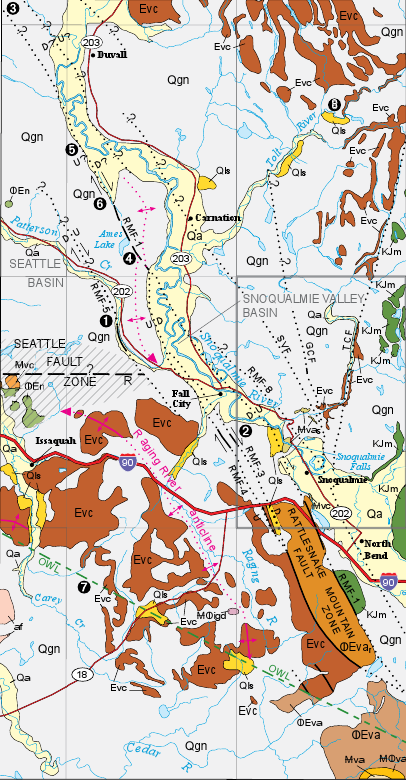
Vereinfachte geologische Karte des Snoqualmie Valley (östlich von Seattle) zwischen North Bend und Duvall mit den verschiedenen Strängen der Rattlesnake-Mountain-Verwerfung (RMF), der Snoqualmie-Valley- (SVF), der Griffin-Creek- (GCF) und der Tokul-Creek-Verwerfung (TCF). Der Strom nordnordöstlich von Carnation liegt in der Cherry-Creek-Verwerfungszone. Die Südostgrenze der Southern-Whidbey-Island-Verwerfung liegt bei Duvall (3), weitere Verwerfungen südlich der I-90 sind nicht dargestellt. Der Tiger Mountain besteht aus den emporgehobenen „Evc“-Formationen südöstlich von Issaquah zwischen der I-90 und dem Highway 18.

## Allgemeiner Hintergrund